# Antony Hoffman
Antony Hoffman (* in Kapstadt, Südafrika) ist ein südafrikanischer Werbe- und Filmregisseur.

## Leben
Antony Hoffman wurde schon als Jugendlicher als Fotograf aktiv. Er konnte erste Aufmerksamkeit mit Fotoserien über Anti-Apartheid-Aufstände in Soweto erreichen. Er zog in die Vereinigten Staaten und studierte am American Film Institute. Danach wurde er als Werbe-Regisseur tätig. 2000 hatte er die Regie bei dem Science-Fiction-Film Red Planet über einen Bemannten Marsflug. Der Film spielte weniger als die Hälfte der Produktionskosten ein und Hoffman wurde wieder in der Werbung tätig.
Zu seinen weiteren Arbeiten gehören auch Fotografie als Porträts oder für Werbeanzeigen.

## Filmografie
- 2000: Red Planet (Regie)
- 2014: Huracán Project (Kurzfilm; Regie, Drehbuch)